# El contador de arena
El contador de arena (en griego: Ἀρχιμήδου Ψαμμίτης, Archimédou Psammítes) es una obra de Arquímedes en la que el autor intenta establecer un límite superior para el número de granos de arena necesarios para llenar el universo. Para hacer esto tuvo que estimar el tamaño del universo según el modelo vigente en ese momento y, además, inventar una manera de expresar números muy grandes.
Este trabajo de Arquímedes se conoce también en latín como Archimedis Syracusani arenarius et Dimensio Circuli, cuya traducción tiene unas 8 páginas. En la obra se dirige al rey de Siracusa Gelón II (hijo del rey Hierón II). Probablemente esta es la obra más accesible de Arquímedes y una de las primeras publicaciones científicas de la historia.

## Nombrando números grandes
El primer paso de Arquímedes fue inventar un sistema para nombrar números grandes. El sistema de numeración en uso en aquel tiempo podía expresar números hasta 10.000 (una miríada, en griego antiguo μυριάς), y mediante el uso de la combinación "miríada de miriadas" el alcance se podía extender hasta 108. Arquímedes llamó a los números menores de 108 los "números de primer orden"; y al 108 lo llamó la "unidad de los números de segundo orden". Los múltiplos de esta unidad se convirtieron en los "números de segundo orden", que llegaban de nuevo hasta la miríada de miríadas, igual a 108•108= 1016, que pasaba a ser la "unidad de los números de tercer orden", cuyos múltiplos son los números de tercer orden, y así sucesivamente. Arquímedes siguió nombrado de esta manera a los números hasta {\displaystyle (10^{8})^{(10^{8})}=10^{8.10^{8}}}.
Al llegar aquí, Arquímedes llamó a los números así definidos los "números del primer período", y llamó al último, {\displaystyle (10^{8})^{(10^{8})}}, la "unidad del segundo período". De esta manera, Arquímedes construyó los "números del segundo período" tomando múltiplos de esta unidad, de forma análoga a la forma en que construyó los "números del primer período". Continuando así, con el tiempo llegó a los "números del período número una miríada de miríadas". El mayor número nombrado por Arquímedes fue el último número de este período, que es: 
{\displaystyle \left(\left(10^{8}\right)^{(10^{8})}\right)^{(10^{8})}=10^{8\cdot 10^{16}}}
Otra forma de escribir este número es un uno (1) seguido de ochenta mil billones de ceros (80·1015).[cita requerida] El sistema de Arquímedes recuerda un sistema de numeración posicional con base 108, lo que es notable, ya que los antiguos griegos usaron un sistema muy sencillo para escribir los números, que emplea las 27 letras de su alfabeto para las unidades del 1 al 9, las decenas del 10 al 90, y las centenas del 100 al 900.
Arquímedes también descubrió y demostró la ley de los exponentes, necesaria para operar con potencias de 10, según la cual 10a · 10b = 10a+b.

## Estimación del tamaño del universo
Arquímedes calculó un límite superior para el número de granos de arena necesarios para llenar el universo. Para esto, utilizó el modelo heliocéntrico de Aristarco de Samos. Este trabajo de Aristarco se ha perdido, El contador de arena de Arquímedes, es una de las pocas referencias de su teoría que sobreviven). La razón para el gran tamaño que atribuyó Arquímedes a este modelo es la imposibilidad de detectar paralaje estelar con las técnicas de que disponían los griegos, lo que implica que las estrellas debían estar a gran distancia de la Tierra (suponiendo que el heliocentrismo fuese cierto).
Según Arquímedes, Aristarco no precisó a qué distancia estaban las estrellas, por lo que Arquímedes supuso que el universo es esférico y que la relación entre su diámetro y el diámetro de la órbita de la Tierra alrededor del sol debe ser igual a la relación entre el diámetro de la órbita de la tierra alrededor del sol y el diámetro de la Tierra. Esta suposición también puede expresarse diciendo que el paralaje estelar causado por el movimiento de la Tierra alrededor de su órbita es igual al paralaje solar causado por el movimiento de este alrededor de la Tierra.

### Conclusiones
Para hacer sus cálculos, Arquímedes se apoyó en las siguientes suposiciones:
- que el perímetro de la órbita de la Tierra no es mayor que 300 miríadas de estadios (lo que es igual a 5·105km);
- que la luna no es más grande que la Tierra, y el sol no es más de treinta veces más grande que la luna;
- que el diámetro angular del sol, visto desde la tierra, es mayor que 1/200 de un ángulo recto.

De este modo, Arquímedes calculó que el diámetro del universo era de unos 1014 estadios (en unidades modernas, unos 2 años luz), y que, por lo tanto, no requeriría más de 1063 granos de arena para llenarlo.
Para llegar a estas conclusiones, Arquímedes hizo algunos experimentos y cálculos interesantes. Uno de los experimentos consistió en estimar el tamaño angular del sol visto desde la Tierra. El método que empleó Arquímedes es especialmente interesante, ya que tomó en cuenta el tamaño finito de la pupila del ojo. Este puede ser el primer ejemplo conocido de la experimentación en psicofísica, la rama de la psicología que se ocupa de la mecánica de la percepción humana, cuyo desarrollo generalmente se atribuye a Hermann von Helmholtz. Otro cálculo interesante es el que utilizó para calcular el paralaje solar y las diferentes distancias entre el espectador y el sol, ya sea desde el centro de la Tierra o desde la superficie de la Tierra al amanecer. Este puede ser el primer cálculo conocido sobre el paralaje estelar.

## Extracto
Existen algunos, Rey Gelón, que creen que el número de granos de arena es infinito en multitud; y cuando me refiero a la arena me refiero no sólo a la que existe en Siracusa y el resto de Sicilia sino también la que se puede encontrar en cualquier región, ya sea habitada o deshabitada. Una vez más, hay algunos que, sin considerarlo como infinito, creen que ningún número ha sido nombrado que sea lo suficientemente grande como para superar tal magnitud. Y, está claro que, los que sostienen esta opinión, si se imaginaron una masa formada por arena tan grande como la masa de la Tierra, incluyendo todos los mares y los huecos de la Tierra hasta llenarlos a una altura igual a la de la más alta de las montañas, sería ir mucho más lejos aún del reconocimiento de que cualquier número que pueda expresarlo fue superado por la multitud de arena para tomar.

Pero voy a tratar de mostrar, por medio de demostraciones geométricas que usted será capaz de seguir que, de los números nombrados por mí y, teniendo en cuenta el trabajo que he enviado a Zeuxipo, algunos superan no sólo el número de la masa de arena de igual magnitud que la Tierra llenada en la manera descrita, sino también la de la masa de igual magnitud que la del Universo.
Arquímedes (Archimedis Syracusani Arenarius & Dimensio Circuli)